# ななちゃん (テレビせとうち)
ななちゃんは、岡山市に本社を置き、岡山県と香川県を放送対象地域とする、テレビ東京系列（TXN）のテレビ局テレビせとうち（TSC）のイメージキャラクター。
創立20周年の2004年4月1日に登場した。

## 概要
2006年12月に放送開始された、地上デジタル放送のTSCのリモコンキーID「7ch（ななちゃんねる）」にちなんで“ななちゃん”と名付けられた。
卵をモチーフとした白色のボディに、うさぎをイメージした青色の長い2つの耳と桃色の頬と黄色の足を持つ。
ななちゃんのテーマソング「いつでもいっしょ。ね! ななちゃん」という曲がTSCで放送されている。
ななちゃんのアニメに中島有香アナのナレーションの地デジ7チャンネルPRのCMもテレビせとうちで放送されている。

## グッズ
- ぬいぐるみ、携帯ストラップ、タオル、根付け、落書き帳、イメージソングCD等が販売中。
- ショップ：山陽新聞社本社ビル（岡山市北区）1階の山陽新聞旅行センターにグッズを販売するショップが設置されている。また、TSC主催イベント・山陽新聞社主催イベントでもななちゃんグッズが販売されることがある。
- 2009年12月より、玉野市宇野の天満屋ハピータウン玉野店3階の遊園地「キッズふわふわランド」でも、ななちゃんグッズの販売を開始した。

## イベント
- TSC主催イベント・山陽新聞社主催イベントをはじめ、おかやま桃太郎まつり等の一部のイベントに、ななちゃんの着ぐるみが登場するほか、ななちゃんをモチーフにした「ななちゃんフワフワ」をはじめとする遊具も登場し、子供たちの人気を呼んでいる。

## テレビ東京系列局のキャラクター
- 「らっぴぃ」 （テレビ北海道）
- 「ナナナ」（テレビ東京）
- 「たこるくん」（テレビ大阪）
- 「といろちゃん」（テレビ愛知）
- 「モニ太」（TVQ九州放送）

## エリア他局のキャラクター
- ランちゃん（アナログ・デジタル共通）・よんちゃん坊や（地デジ） - 西日本放送
- スパーキー - 瀬戸内海放送
- アレすけ・ろくたん - RSK山陽放送
- OH!くん - 岡山放送